# Albertina Eunju Song
Albertina Eunju Song (* 1984 in Seoul, Südkorea) ist eine südkoreanische Pianistin und Publikumspreisträgerin des Internationalen Deutschen Pianistenpreises 2014.

## Leben
Albertina Eunju Song wurde in eine Musikerfamilie geboren und begann im Alter von fünf Jahren mit dem Klavierspiel. Von 2003 bis 2007 studierte  sie mit einem Stipendium der Yonsei-Universität in der Klasse von Young-Lan Han, wo  sie 2007 die Bachelorprüfung mit Auszeichnung ablegte. Auf Einladung der Zeitung Cho-Sun gab sie ihr Debüt-Konzert im Sejong-Saal in Seoul. Von 2008 bis 2012 studierte die Pianistin bei Andrzej Ratusiński an der Hochschule für Musik und Darstellende Kunst Stuttgart, zunächst im Masterprogramm und ab 2010 in der Solistenklasse (Abschluss-Solo-Recital im Jahre 2012 „mit Auszeichnung“). Parallel erhielt Albertina Eunju Song künstlerische Impulse durch Meisterkurse und Zusatzunterricht bei Bernd Goetzke, Pavel Gililov, Kirill Gerstein, Karl-Heinz Kämmerling, Solomon Mikowsky und Bruno Rigutto. Solistische Auftritte hatte sie u. a. mit Musikern der Staatskapelle Dresden, dem Leipziger Streichquartett, mit dem Bulgarischen Landesrundfunksinfonieorchester, in Konzerten beim Rotary Club Piano Festival in Rom, in der Liederhalle Stuttgart und bei Übertragungen des südkoreanischen Fernsehens.

## Preise und Auszeichnungen
- 2009: 1. Preis und Laureat beim internationalen Klavierwettbewerb J. B. Cramer in Deutschland
- 2010: 1. Preis beim internationalen Klavierwettbewerb Lia Tortora in Italien
- 2010: 1. Preis beim internationalen Klavierwettbewerb Citta di Macagno in Italien
- 2010: 1. Preis beim internationalen Klavierwettbewerb Pedara in Italien
- 2011: 1. Preis beim Musikpreis des Lions Club Stuttgart-Schlossgarten
- 2012: 3. Preis, Publikumspreis und Sonderpreis für die beste Interpretation eines Werkes von C. Debussy beim internationalen Klavierwettbewerb Mayenne in Frankreich
- 2014: Gewinn des Publikumspreises bei Internationaler Deutscher Pianistenpreis 2014 in der Alten Oper Frankfurt[2]